# 中华人民共和国国民经济和社会发展第十三个五年规划纲要
中华人民共和国国民经济和社会发展第十三个五年规划纲要（简称十三五规划或十三五纲要）是中华人民共和国制定的从2016年到2020年发展国民经济的规划。如：配合兩個一百年目標的2020年小康社會為標準，延續中國共產黨中央委員會總書記習近平的四個全面為主軸，努力跨越“中等收入陷阱”，同時確保環境政策的可持續性等項目。根據國家發展和改革委員會之相關報導，被提出的十三五規劃前期研究課題多達25項。十三五时期的2019年，中国大陆人均GDP突破一万美元。

## 內容綱要
- 協調 - 透過統籌資源縮小城鄉差異
- 綠色 - 發展生態文明建設和環保式生產
- 開放 - 引進之外也要走出去並參與國際規則制定
- 共享 - 經濟成果應全民共享縮小差距

## 政策

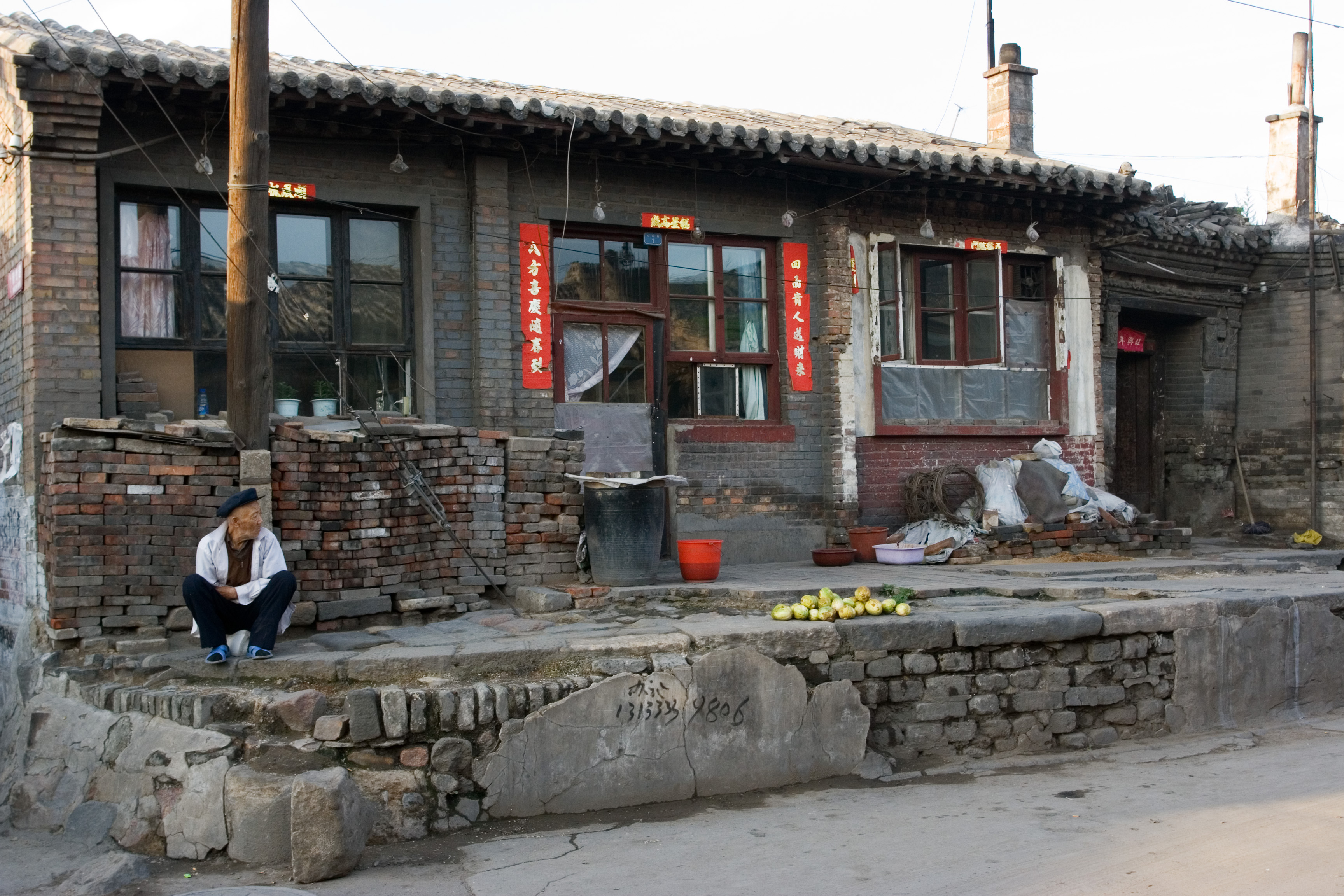
邊老窮地區採用「入戶扶貧」方式脫貧攻堅

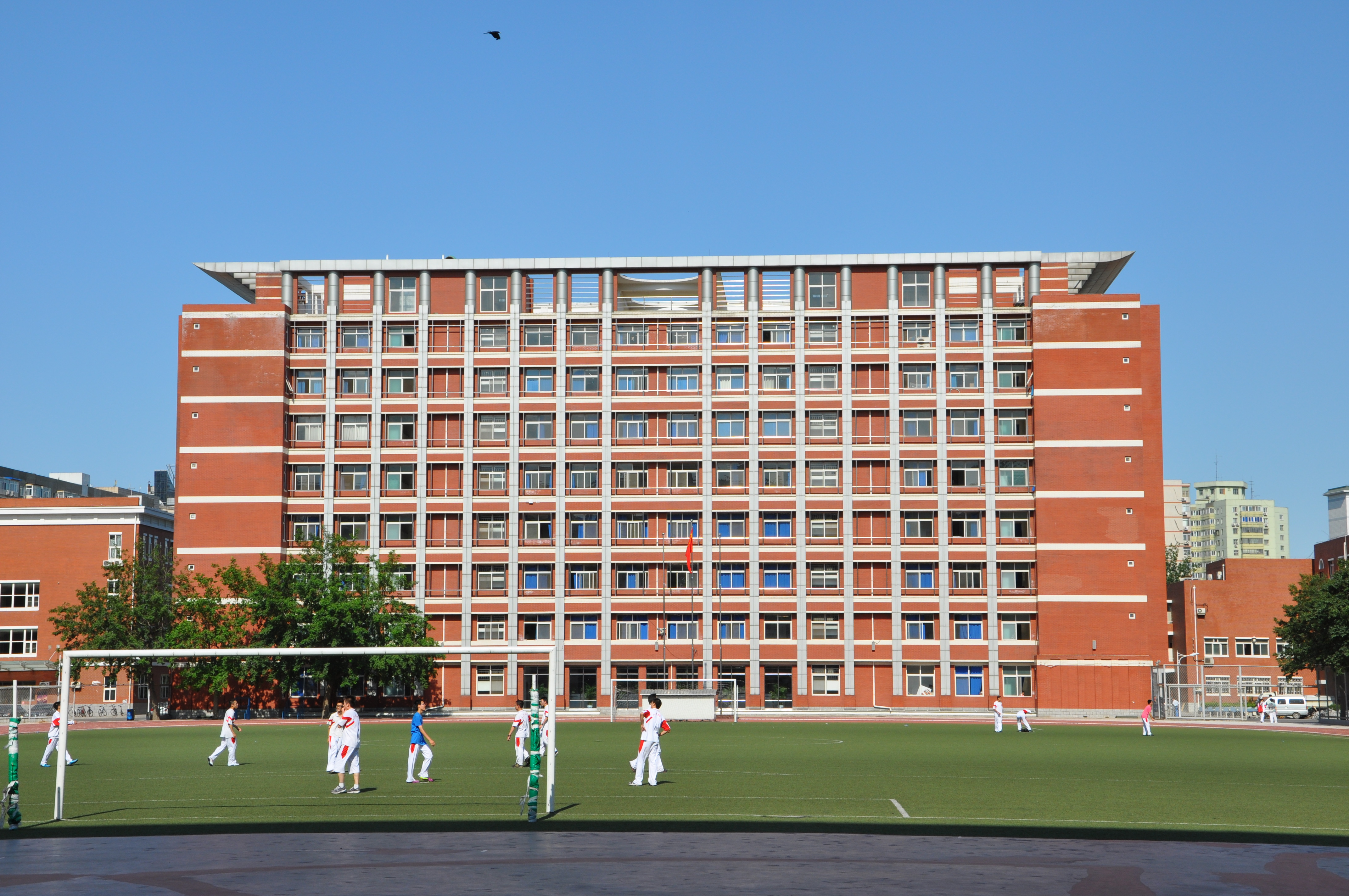
高中改為義務教育方向

### 創新創業
為應對新常態下經濟模式轉換的挑戰，2015年兩會上，中華人民共和國國務院總理李克強在《政府工作報告》中指出，要把“大眾創業、萬眾創新”打造成推動中國經濟繼續前行的“雙引擎”之一。李克強在深圳考察期間特別造訪柴火創客空間，鼓勵產業升級創新轉型。2015年9月，中共中央辦公廳與國務院辦公廳印發《深化科技體制改革實施方案》，不再依靠過去30多年的低成本工業出口，也要注重服務業和文化产业。而創業者最擔心的繁琐的審批、立項手续，將透過自由經濟區的試點後逐步解除，並推廣全國。
根據十三五規畫草案，將建立一批創新創業的示範基地與城市，鼓勵企業提供資金與技術支持創業、完善創業培育服務，並加強創業融資的監管，2016年5月份國務院正式發布《国家创新驱动发展战略纲要》，提出建成创新强国“三步走”目标。營業稅改增值稅政策全面於全國鋪開，獎勵服務業發展。
《關於深化考試招生制度改革的實施意見》提出後，多省高考改革方案提出，方向為合並錄取批次、不分文理科、考試科目自選式。

### 中國製造2025

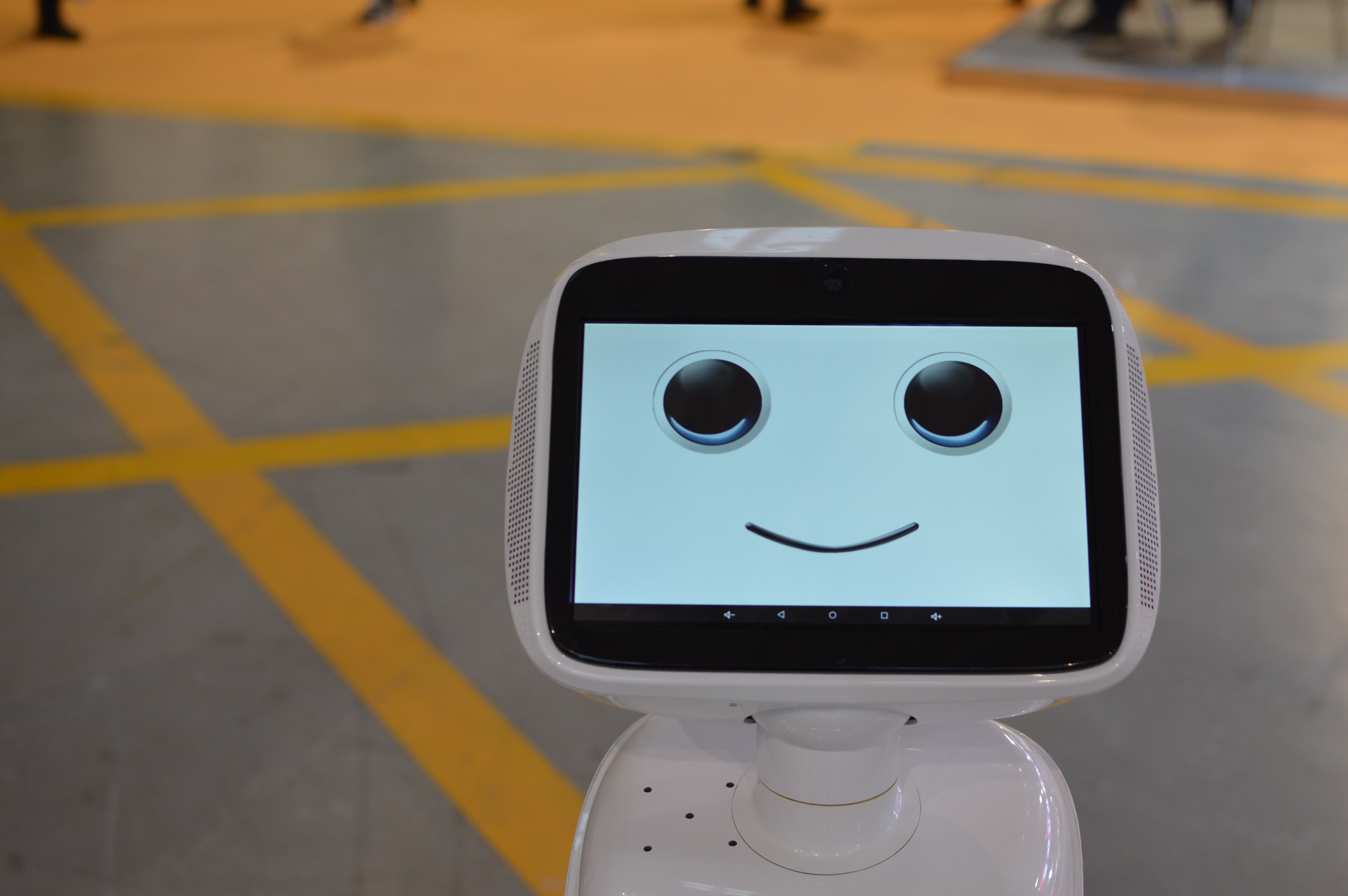
機器人科技列為產業升級重點技術

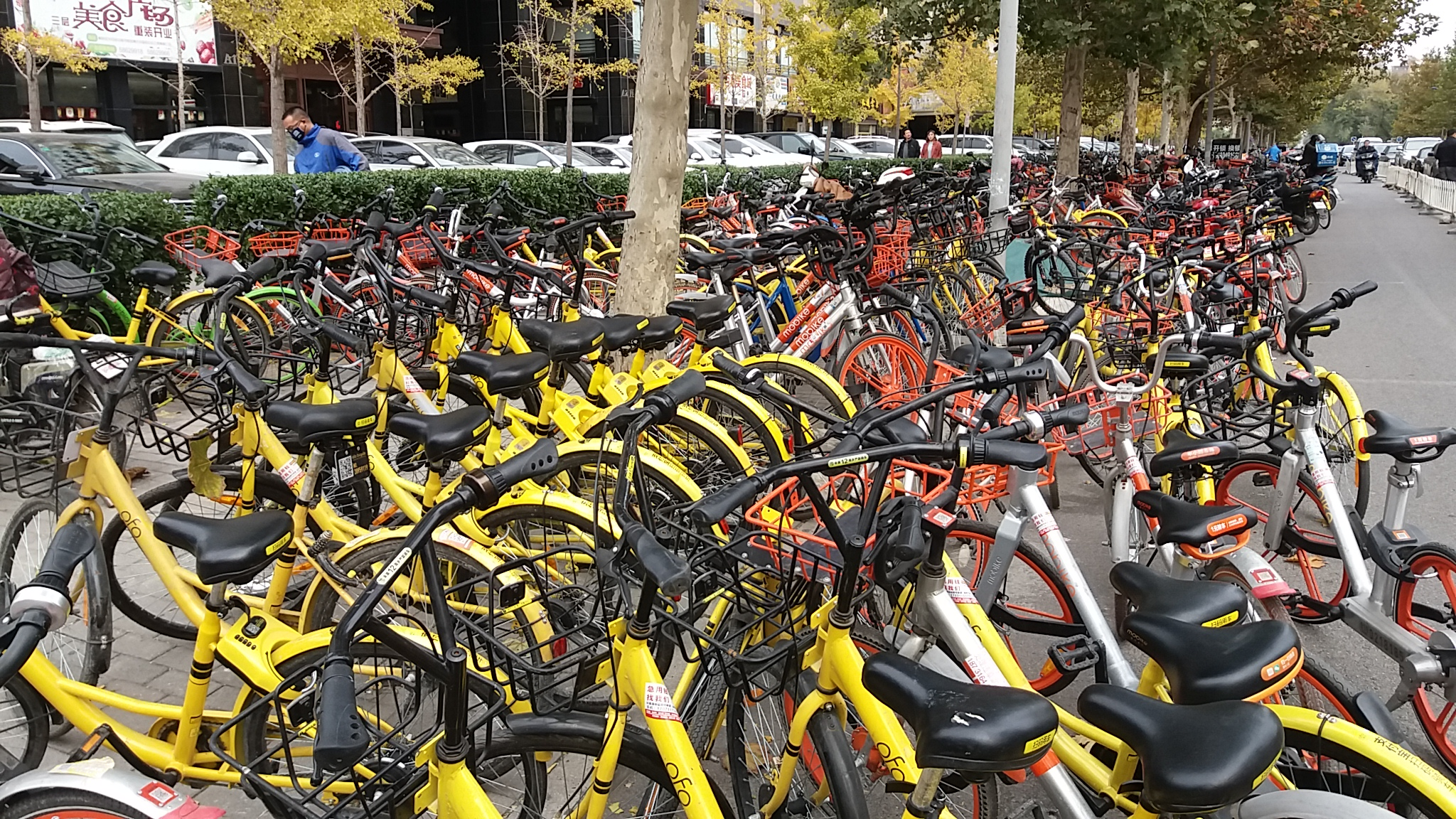
智慧手機科技讓共享單車普及

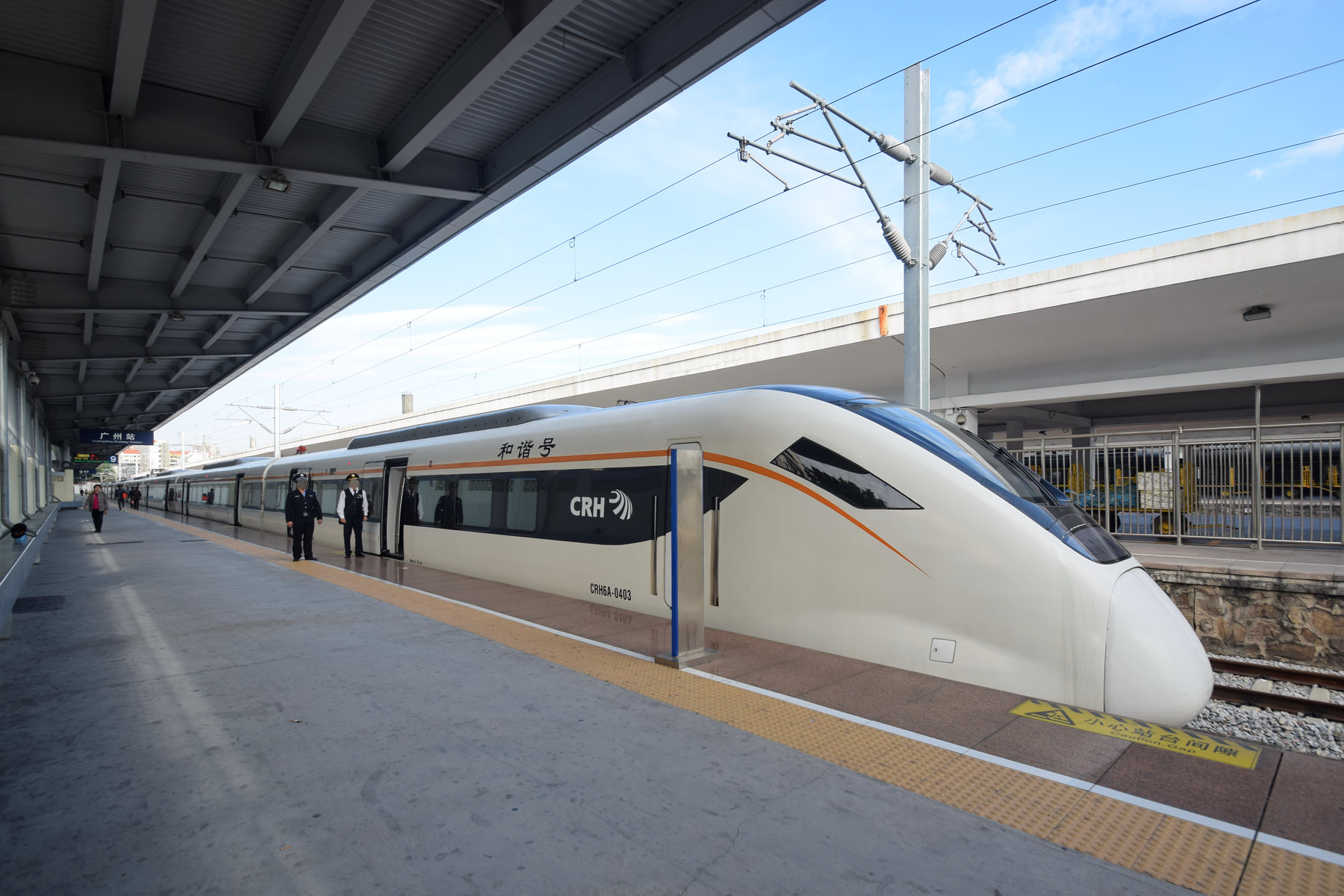
广州和谐号动車

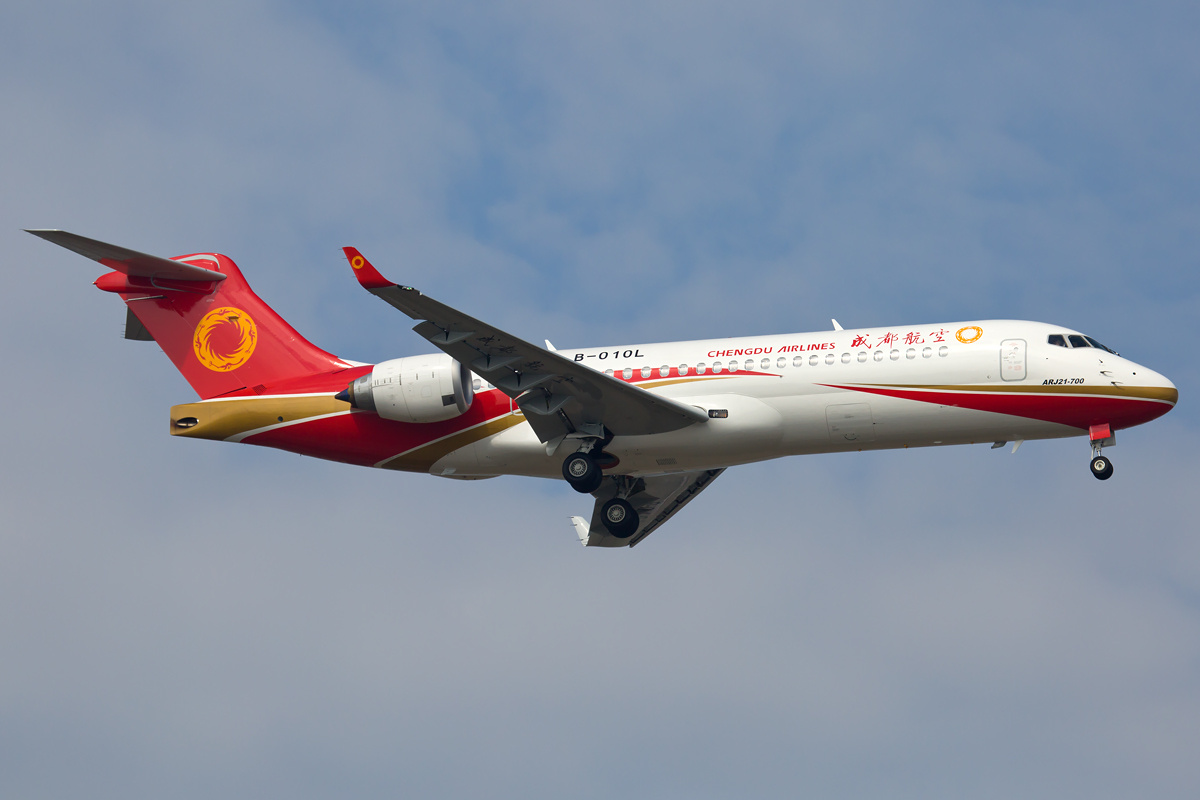
國產客機上市

傳統製造業全面升級轉型，供給側改革提高附加價值，增快紅色供應鏈的崛起，李克強總理提出的「中國製造2025」為未來10年的行動綱領和路線圖，目標是2025年接近德國、日本實現工業化時的製造強國水準，進入世界製造業強國行列改善「大而不強」現象。
國務院總理李克強2015年3月主持召開國務院常務會議統整中國製造突出問題：
- 一是核心技術缺芯少核
- 二是品牌品質聲望不高
- 三是產業結構同質化競爭嚴重
- 四是學術成果轉化渠道不通暢

必須針對問題點改善，通過“三步走”實現制造強國建設，成立國家製造強國建設領導小組並對第一個十年的戰略任務和重點進行了具體部署「七大戰略性新產業」。
七大戰略性新產業在十二五期間打下基礎，十三五後將加大政策扶植力度，工業和信息化部提出七大戰略產業為軟體、環保設備、生物醫藥、通信設備、新能源、雲端運算及機器人，為因應人口紅利下降趨勢與勞工工資上升的政策，機器人產業將提供勞動力和中國製造的續發優勢，而機器人效能又和雲端運算與軟體密不可分，包含傳統工業用的大型機器人與將來小型廠房甚至家庭使用的機器人。另一方面城市生活水準必須提升，環保設備與新能源必須改善以減緩汙染問題，生物醫藥可改善醫療環境與醫療物資國產自主性。
綠色製造防治水與空氣污染，两部委关于印发《水污染防治重点行业清洁生产技术推行方案》的通知，下列11項產業列為重點水與空氣污染查緝對象，造紙業列為榜首，因為全國水污染物的12%來自造紙，還遠高於傳統民眾觀感中的重工業和石化。
| 重點水與空氣污染查緝對象 | 重點水與空氣污染查緝對象 | 重點水與空氣污染查緝對象 | 重點水與空氣污染查緝對象 |
| ------------------------ | ------------------------ | ------------------------ | ------------------------ |
| 造纸                     | 焦化                     | 氮肥                     | 有色金属                 |
| 印染                     | 農業副食品               | 原料药                   | 制革                     |
| 农药                     | 电镀                     | 制糖                     |                          |

### 建構法治經濟
2014年10月四中全會提出《中共中央關於全面推進依法治國若干重大問題的決定》，並強調中國大陸將推動法治經濟，從保護產權、維護契約、統一市場、平等交換等優化創業投資環境，虽然市场经济讲求的价值规律对于任何主体都是平等的，但是在具体的市场行为中，靠市场本身并不能实现市场经济主体的平等，需要法律的介入與規則界定。另一方面環保法規的推動也是法治經濟一環，倒逼產業界改變過往粗放式高耗能、高耗物的發展方式，創新生產技術。
2015年下半年起推行人民陪审员改革，由組織推薦改為隨機選拔，先由北京開始試點，先由當地中院案件管轄範圍內考核列出數千名符合教育、職業、專長、學歷、政治等條件的優選者再詢問本人意見後海選出數百人，再抽籤一百多人任命，每一案件的數位陪審員則由被告人抽籤選出。此次改革通過加大陪审员人數和陪审制案件數量降低法官判案的隨意性，免除以往的弊端，同時又用非組織推薦的海選抽選，讓當地黨組織領導和法院組織、法官群的權力都受到制約削弱，以打擊基層的一些司法弊端。11月份中紀委公布黨員新紀律處分條例，從車票報銷到家屬婚宴的桌數、來客身分等上百項行為細節做出規定。另有大範圍限制的兩項新規即交通事故過錯即使不構成犯罪起訴依然須撤銷黨內職務，與大量身分黨員和一等親、一等親配偶不得買賣股票。
2016年起中共中央下達审计制度大改革命令，頒布《關於完善审计制度若干重大問題框架意見》和《審計全覆蓋的實施意見》，以往基層末端審計無力化是貪汙和浪費容易產生的環境，因為基層審計員在當地調查期間的食宿由被審單位安排，審計員升遷任免也僅由上一層的縣市級管理，縣市級有時也是被審單位，形成「兒子很難監督老子」的弊端，同時審計員職場生涯狹窄可能一生都是當科員，但領著公務員微薄薪資卻幹著民間會計師的工作，造成人才難留。以上問題都將從制度面有所變動全國審計將由中央統籌和單線獨立領導，剝離地方政府的人情世故影響。

### 國企改革
根據十三五規畫草案，將建立專業經理人制度、完善差異化薪資以鼓勵創新、加強國有企業資產監管，避免流失、引入民間資本進入國有企業。

### 醫保改革
以中華人民共和國醫療保險為切入點改變給付方式和稽查方式，切斷以往醫院形成「以耗養醫」的扭曲營收模式，過度使用耗材利潤來當成主收入導致過度無效醫療，同時對醫院門口的職業醫鬧現象以鐵腕治理。整編成立醫療保障局。
與外商藥廠談判列為重點督辦，2018年進行了半年多的談判後以抗癌藥零關稅交換醫保目錄中十多種抗癌藥宣布降價，平均降幅達六成，默克藥廠中國區腫瘤總監並表示此次給出的價格為亞洲最低，平均比周邊國家低3成左右，超出他的初始被授權限度，與海外總公司董事會商議後才獲放行。當年新成立的國家醫療保障局醫藥服務司長黃心宇受訪表示此輪談判幾乎所有項目成功與醫療保障局成立後統籌全國醫藥保險的買藥通道，形成戰略性購買力有密切關係，全中國的藥品進入通道掌握在單一談判代表手中形成了一張王牌，逼使外商藥廠退讓。

### 國防改革

二炮升格為軍種火箭軍

2015年11月的中央軍委改革會議上，中共中央軍委主席兼中央軍委深改組組長習近平宣布改為軍委管總、戰區主戰、軍種主建的制度，七大軍區濃縮為五大戰區，四大軍部只保留總參，其餘三功能吸收至總參和國防部。同時組建陸軍總領導機構、战略支援部队、火箭軍、五大聯勤保障中心，一體化三軍聯合作戰機制軍委和戰區都要設立聯合作戰指揮室，2020年前要達成突破進展。
2016年下半，宣布新型隱身戰略轟炸機的專案存在。中國航空發動機集團成立。2017年1月22日政治局召開會議決定，設立「中央軍民融合發展委員會」。
2018年3月17日第十三屆全國人民代表大會第一次會議上退役軍人事務部成立，此一中央級權責單位負責改善裁軍後退伍人員回到地方上，有部分地方政府玩忽職守，並未對接與實現退伍軍人福利與優待的問題，同時擬訂退役後軍人思想政治、管理保障等工作組織實施，褒揚彰顯退役軍人為黨、國家和人民犧牲奉獻的精神風範的社會價值宣傳導向。

### 國家新型城鎮化
2014年3月16日，《国家新型城镇化规划（2014－2020年）》发布；同年7月30日，進一步出台《國務院關於進一步推進戶籍制度改革的意見》，全面開展鬆綁戶籍制度，作為擴大居民消費擴大內需的具體政策，持續推動城鎮化以擴大內需。
2015年底，全面放開建制鎮和小城市落戶限制，在縣級市市區、縣人民政府駐地鎮和其他建制鎮有合法穩定住所（含租賃）的人員，本人及其共同居住生活的配偶、未成年子女、父母等，可以在當地申請登記常住戶口。對於未能城鎮化的較偏遠農村持續開展建設新農村房舍改造補貼，鼓勵改建磚瓦老房為現代水電平房，增加生活水準，例如放牧型農村長期處於全國最落後，透過「十個全覆蓋」基礎工程予以改善。預計2020年前達成全人口脫貧困線的全面小康社會，除了官方的基礎設施建設之外更主要的施政為「扶貧到戶」政策，對剩下的7000萬赤貧人口由基層黨組織派員入戶根據家家戶戶特殊情況安排工作、安排生產活動、宣傳能申請而未申請的福利。

### 下一代人口計畫
一胎化政策改為全面兩胎化，高中往義務教育方向邁進，城鄉全面大病醫保，城鄉教育設施師資統一水準。無戶口人員寬鬆規範全面落戶。